# دون كوك (صحفي)
دون كوك (بالإنجليزية: Don Cook)‏ هو صحفي أمريكي، ولد في 8 أغسطس 1920 في بريدجبورت في الولايات المتحدة، وتوفي في 7 مارس 1995 في فيلادلفيا في الولايات المتحدة.